# Sampont
Sampont (Luxemburgs: Sues, Duits: Saas) is een plaats in de Belgische gemeente Aarlen in de provincie Luxemburg. Voor de gemeentelijke herindeling van 1977 vormde Sampont één gemeente met Hachy, dat nu in de gemeente Habay ligt en Fouches, dat ook bij Aarlen kwam.
Deelgemeenten: Aarlen · Autelbas-Barnich · Bonnert · Guirsch · Heinsch · Toernich

Overige kernen: Autelhaut · Barnich · Clairefontaine · Fouches · Frassem · Freylange · Heckbous · Rosenberg · Sampont · Schoppach · Sesselich · Seymerich · Stehnen · Sterpenich · Stockem · Udange · Viville · Waltzing · Weyler · Wolberg

Belgische gemeenten · Arrondissement Aarlen · Luxemburg · Wallonië